# Samnangjin-eup
Samnangjin-eup (koreanska: 삼랑진읍, 三浪津邑)  är en köping i kommunen Miryang i provinsen Södra Gyeongsang i den sydöstra delen av Sydkorea, 290 km sydost om huvudstaden Seoul.